# Maria (chanson)
Pour les articles homonymes, voir Maria.
Singles de Blondie
War Child
(1982) Nothing Is Real But The Girls
(1999)
Maria est une chanson composée et interprétée par Blondie, sortie en single et sur l'album No Exit en 1999.
Elle marque le retour du groupe qui n'avait pas sorti de chanson depuis 1982.
Maria traite du désir à l’âge de l’adolescence.

## Dans la culture
Sauf indication contraire, les informations mentionnées dans cette section peuvent être confirmées par le générique de fin de l'œuvre audiovisuelle présentée ici, ainsi que par la base de données cinématographiques IMDb,  présente dans la section « Liens externes ».
- 2012 : La Vie d'une autre de Sylvie Testud - musiques additionnelles